# Marla Sokoloff
Marla Sokoloff, född 19 december 1980 i San Francisco i Kalifornien, är en amerikansk skådespelerska och musiker. Hon känns av svensk TV-publik mest igen som receptionisten i den av TV4 visade TV-serien Advokaterna, en roll som anses som hennes genombrott.[källa behövs]
Sokoloff släppte sin musikalbumet Grateful 2005. Hon är sedan 2009 gift med musikern Alec Puro, vilken hon har ett barn med.